# Matthew Farrelly
Matthew Farrelly CSSp (ur. w 1914, zm. 12 sierpnia 2013 w Dublinie) – irlandzki duchowny rzymskokatolicki, duchacz, misjonarz, superior Gambii.

## Biografia
Pochodził z hrabstwa Cavan. W 1934 wstąpił do Zgromadzenia Ducha Świętego pod opieką Niepokalanego Serca Maryi Panny. W
1942 w Dublinie otrzymał święcenia prezbiteriatu z rąk arcybiskupa dublińskiego Johna Charlesa McQuaida.
W 1944 wyjechał na misje do Gambii, będącej ówcześnie kolonią brytyjską. 7 czerwca 1946 papież Pius XII mianował go superiorem misji sui iuris w Gambii. Z tego stanowiska zrezygnował w 1951. W kolejnym roku wyjechał do Paryża, gdzie został sekretarzem przełożonego generalnego duchaczy. W 1954 ponownie podjął pracę misyjną, tym razem na Mauritiusie, gdzie był rektorem kolegium.
W 1964 przeniósł się do Rzymu w związku z nominacją na sekretarza generalnego duchaczy, którym był do 1970. W latach 1966–1979 był ponadto prokuratorem generalnym swojego zgromadzenia. Sprawował te funkcje w czasie kontrowersji związanych z przełożonym generalnym duchaczy abp Marcelem Lefebvre, który odmówił zaakceptowania niektórych zmian soboru watykańskiego II. Po zakończeniu pracy we władzach duchaczy, wyjechał do Nowego Jorku, gdzie do 2000 służył w parafii św. Agnieszki na Manhattanie.
O. Matthew Farrelly uważany był za konserwatystę.